# Numéro d'assurance sociale

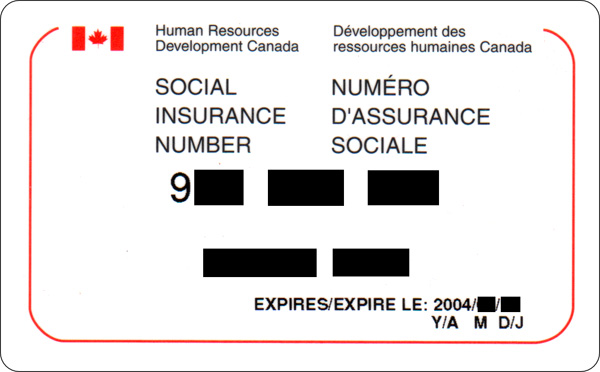
Un exemple de carte NAS. Notez que si cette carte a une date d'expiration, cela implique que le titulaire n'est ni résident permanent ni citoyen canadien. De plus, les numéros des cartes de ces individus commencent toujours par le chiffre « 9 ».

Un numéro d'assurance sociale (NAS) est un numéro émis par le gouvernement du Canada pour gérer l'accès des ayants droit aux différents programmes gouvernementaux. Il est aussi utilisé par le fisc  dans le cadre des déclarations d'impôts et il   constitue une preuve de statut et du droit de travailler au Canada.

Le NAS a été créé en 1964 pour servir de numéro de compte client dans l'administration des plans de retraites et du paiement des allocations aux chômeurs. En 1967, l'ancêtre de l'Agence de Revenu du Canada a commencé à utiliser le NAS pour la collecte des impôts. Les NAS sont émis par le Bureau de  Développement des Ressources Humaines Canada.
Le NAS est un numéro constitué de neuf chiffres regroupés par trois (par exemple : 123-456-789).
Bien qu'il n'ait pas été originellement conçu pour cela, le NAS est devenu de facto un numéro d'identification national, tout comme le numéro de sécurité sociale aux États-Unis. Cependant, contrairement à ce dernier, le NAS ne peut être utilisé que dans des buts spécifiques. Dans la majorité des cas, il permet de relier la personne à  toute démarche/opération de type financier ou fiscal. Aucune institution ne peut obliger quiconque à le fournir à moins qu'elle ne le fasse dans le cadre légal prévu à cet effet (Loi sur l'assurance-emploi et l'article 89 du Règlement sur l'assurance-emploi). Son utilisation en tant que document d'identité est peu probante du fait qu'aucune photo n'est insérée dans la carte.
Les numéros d'assurance sociale commençant par le chiffre « 9 » sont attribués aux résidents temporaires (étudiants étrangers, travailleurs étrangers sous contrat). Ces personnes doivent obtenir une autorisation de travail pour travailler au Canada. Ces NAS ont une date d'expiration (qui coïncide parfois avec l'expiration de l'autorisation de travail).

## Analyse
Le numéro NAS peut être validé par une simple opération effectuée sur ses chiffres:
046 454 286 ← Exemple de NAS fictif mais valide
121 212 121 ← On multiplie chaque chiffre du NAS par le chiffre de la même colonne du nombre ci-contre.
Le résultat est :
086 858 276
À noter que pour l'avant-dernière colonne, 8 multiplié par 2 donne 16. Dans ce cas où le résultat de la multiplication est un nombre à deux chiffres, on  additionne entre eux les chiffres du résultat (ici : 16 devient 1 + 6 = 7).
Ensuite, on additionne tous les produits trouvés:
0+8+6+8+5+8+2+7+6 = 50
Si la somme obtenue est divisible par 10 (division entière), alors le numéro NAS est validé. (Du point de vue mathématique, il faut mentionner que, avec cet algorithme, certains nombres farfelus pourraient être validés) Statistiquement, un numéro sur dix est ainsi validé.

### Algorithmes

#### Tableur
En supposant le NAS à valider dans la cellule A1, la formule (matricielle) suivante retourne, sous 
excel, VRAI si le NAS est valide, FAUX sinon :
=SI(ET(ESTNUM(A1*1);NBCAR(A1)=9);SI(MOD(SOMME(CHOISIR(STXT(A1;{1;2;3;4;5;6;7;8;9};1)+{11;1;11;1;11;1;11;1;11};0;2;4;6;8;1;3;5;7;9;0;1;2;3;4;5;6;7;8;9));10)=0;VRAI;FAUX);FAUX)
N.B. Prière de valider avec Ctrl+Shft+Enter

#### Javascript
En supposant que le NAS est passé en paramètre a la fonction isNAS, la fonction suivante permet de valider rapidement un NAS. Il accepte aussi bien les nombres que les chaînes de caractère comprenant espaces ou guillemet simple. La fonction retourne une valeur booléenne.
```
function
 
isNAS
(
n
)
 
{

    
if
 
(
typeof
 
n
 
==
 
'number'
 
&&
 
n
 
>=
 
0
 
&&
 
n
 
<
 
1000000000
 
&&
 
n
 
%
 
1
 
==
 
0
)
 
n
 
=
 
(
'0'
.
repeat
(
8
)
 
+
 
String
(
n
)).
slice
(
-
9
);

    
if
 
(
!
/^[0-9]{3}[ -]?[0-9]{3}[ -]?[0-9]{3}$/
.
test
(
n
 
=
 
String
(
n
)))
 
return
 
false
;

    
n
 
=
 
n
.
replace
(
/[^0-9]/g
,
 
''
);

    
return
 
[].
map
.
call
(
n
,
 
function
(
v
,
 
k
)
 
{

        
var
 
m
 
=
 
(
k
 
%
 
2
)
 
+
 
1
,

            
v
 
=
 
parseInt
(
v
)
 
*
 
m
;

        
if
 
(
v
 
>=
 
10
)
 
return
 
1
 
+
 
(
v
 
%
 
10
);

        
return
 
v
;

    
}).
reduce
(
function
(
a
,
 
b
)
 
{

        
return
 
a
 
+
 
b
;

    
},
 
0
)
 
%
 
10
 
==
 
0
;

}

```

## Assignation selon la province d'attribution
Le premier chiffre du NAS indique la province où il a été attribué :
1 : Provinces atlantiques (Nouvelle-Écosse, Nouveau-Brunswick, Île-du-Prince-Édouard et Terre-Neuve-et-Labrador)
2 : Québec (ancienne attribution pour citoyens canadiens, résidents permanents et canadiens naturalisés)
3 : Québec (nouvelle attribution pour citoyens canadiens, résidents permanents et canadiens naturalisés)
4 : Ontario (Citoyens canadiens, forces étrangères incluses)
5 : Ontario (résidents permanents et canadiens naturalisés)
6 : Provinces des prairies (Manitoba, Saskatchewan et Alberta), Territoires du Nord-Ouest et Nunavut
7 : Région pacifique (Colombie-Britannique et Yukon)
8 : Non utilisé
9 : Étrangers temporaires
0 : EXCLUS
Le numéro d’assurance sociale au Canada
Notes :
Certains ministères préconisent l'assignation d'un NAS fictif  dans l'attente de l'obtention ultérieure  du NAS valable. (ex : Travaux publics et Services gouvernementaux Canada, Article 3.3 de la Directive sur la rémunération (1995-032).)[réf. souhaitée]
Il semblerait[Selon qui ?] que le gouvernement ait parfois délivré dans certaines régions des NAS dont le premier chiffre correspondait à une autre région[réf. nécessaire].